# Kriúkovka (Penza)
|  | Per a altres significats, vegeu «Kriúkovka». |

Kriúkovka - Крюковка (rus) és un poble de l'óblast de Penza. Rússia. El 2010 tenia 2 habitants.